# ニュー・センセーションズ (映画会社)
ニュー・センセーションズ (New Sensations) は、アメリカ合衆国のポルノ映画専門の映画スタジオ。同社は、姉妹レーベルであるデジタル・シン (Digital Sin) とホットワイフXXX (HotwifeXXX) の親会社である。ニュー・センセーションズは、1993年に設立された。最初期に制作された作品は、『ビデオ・バージンズ (Video Virgins)』シリーズであり、このシリーズは1993年から1998年まで続いた。2006年のロイターによる報道では、同社は、アメリカ合衆国におけるポルノグラフィ産業を支配するわずか数社の映画スタジオのひとつとされた。
同社は、人気の出たテレビ番組などのポルノ版を制作しており、オリジナルのタイトルに「A XXX Parody」と付け加えた題名を付けることがよくあり、これまでに『X-ファイル』、『Scrubs〜恋のお騒がせ病棟』、『ザット'70sショー』、『The Office』、『30 ROCK/サーティー・ロック』などがその対象にされた。

## デジタル・シン
デジタル・シン (Digital Sin) は、1999年にスコット・テイラー (Scott Taylor) によって設立された。この会社は、他の映画スタジオが制作した作品を当初はCD-ROM化、後にはDVD化することを業務としていたが、やがてもっぱらニュー・センセーションズが制作した作品をリリースするようになった。デジタル・シンは、ラッパーの50セントとロイド・バンクスを起用した『グルーピー・ラヴ (Groupie Luv)』というインタラクティブDVDをリリースしている。